# سورگلم
سورگلم، روستایی در دهستان گابریک بخش مرکزی شهرستان جاسک در استان هرمزگان ایران است.

## پیشینه نام
سورگلم از دو واژه «سور» و «گلم» تشکیل شده که در زبان بلوچی «سور» به معنای شور و «گلم» به معنای برکه آب می‌باشد؛ در واقع اسم روستا از برکه آب شوری گرفته شده که در گذشته در این منطقه وجود داشته‌است.

## جمعیت
بر پایه سرشماری عمومی نفوس و مسکن در سال ۱۳۹۵، جمعیت این روستا برابر با ۴۴۷ نفر (۹۶ خانوار) بوده‌است.